# Calafell
Calafell ist eine Gemeinde im Süden Kataloniens, mit einer Einwohnerzahl von 31.828 (Stand: 2024).
Sie ist in drei Teile unterteilt: Calafell, Segur de Calafell und Calafell Strand.

## Geographie

### Geographische Lage
Calafell liegt in der Provinz Tarragona in der Autonomen Gemeinschaft Katalonien.

### Nachbargemeinden
Als Nachbargemeinden sind Castellet i la Gornal, Bellvei, Cunit und El Vendrell zu nennen.

### Ortsgliederung
Neben dem Hauptort Calafell gibt es noch die Orte Bellamar, Platja de Calafell, Segur de Calafell und El Mas Mel.